# Circondario di Darmstadt-Dieburg
Il circondario di Darmstadt-Dieburg è uno dei circondari dello stato tedesco dell'Assia.
Fa parte del distretto governativo di Darmstadt.

## Città e comuni
(Abitanti al 31 dicembre 2022)
| Comuni del circondario | Città 1. Babenhausen (17 409) 2. Dieburg (15 699) 3. Griesheim (27 837) 4. Groß-Bieberau (4 782) 5. Groß-Umstadt (21 028) 6. Ober-Ramstadt (15 252) 7. Pfungstadt (25 231) 8. Reinheim (16 603) 9. Weiterstadt (Sede: Riedbahn) (26 322) | Comuni 1. Alsbach-Hähnlein (Sede: Alsbach) (9 178) 2. Bickenbach (6 148) 3. Eppertshausen (6 340) 4. Erzhausen (8 153) 5. Fischbachtal (Sede: Niedernhausen) (2 759) 6. Groß-Zimmern (14 687) 7. Messel (4 194) 8. Modautal (Sede: Brandau) (5 137) 9. Mühltal (Sede: Nieder-Ramstadt) (13 922) 10. Münster (14 566) 11. Otzberg (Sede: Lengfeld) (6 540) 12. Roßdorf (12 898) 13. Schaafheim (9 346) 14. Seeheim-Jugenheim (Sede: Seeheim) (16 627) |